# Barking (stanice metra v Londýně)

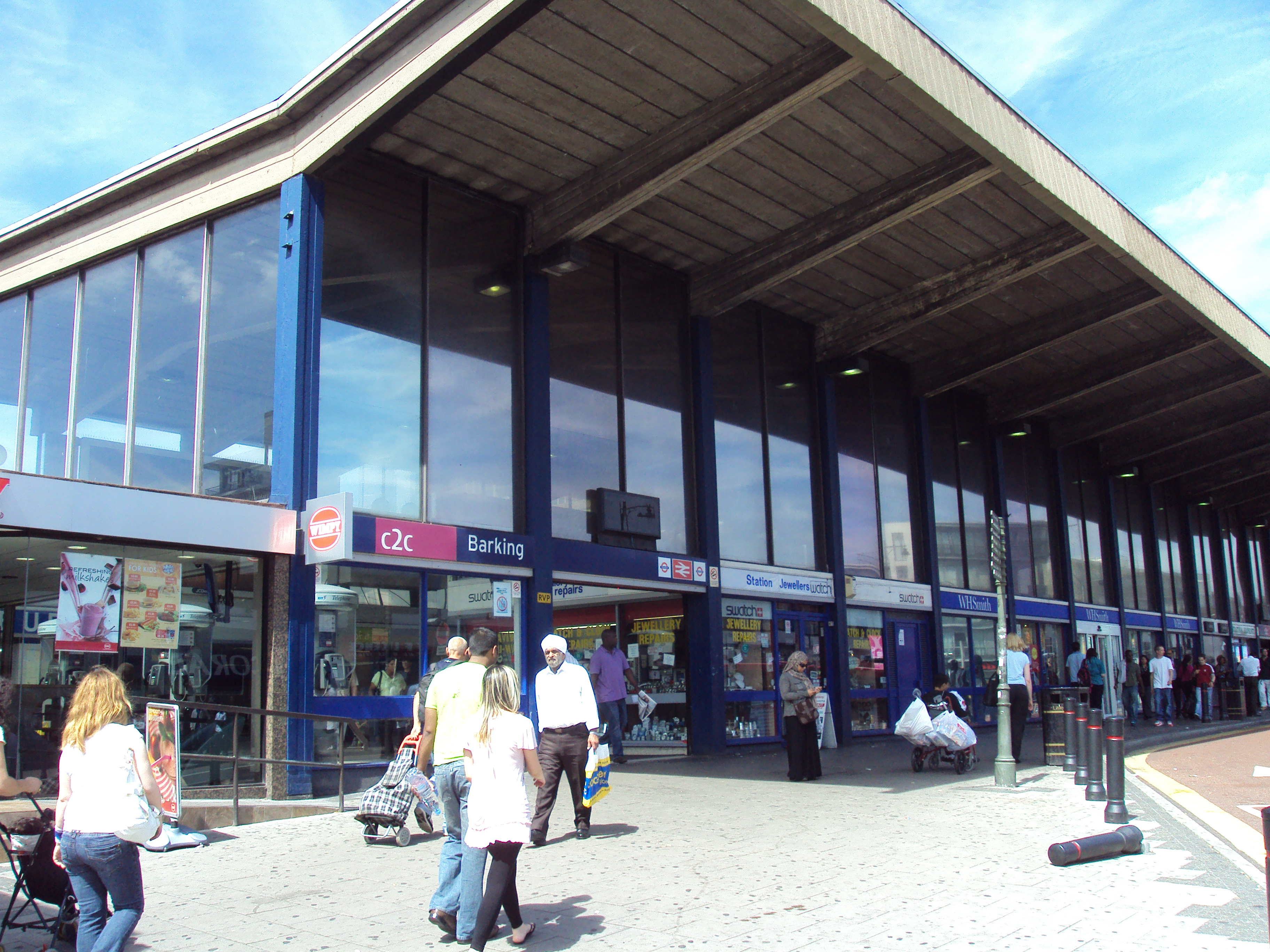
Barking - National Rail

Barking je stanice metra v Londýně, otevřená 13. dubna 1854. Roku 1889 byla staniční budova přestavěna. Roku 1905 proběhla elektrifikace. V letech 1959-1961 se konala další přestavba vedená Johnem Wardem. Roku 1961 byla stanice znovuotevřena královnou. Autobusovou dopravu zajišťují linky: 5, 62, 169, 238, 366, 368, 387, 687 a noční linka N15. Stanice se nachází v přepravní zóně 4 a leží na dvou linkách:
- Hammersmith & City Line (zde linka končí, před touto stanicí je East Ham)
- District Line mezi stanicemi East Ham a Upney
- National Rail
- Overground

| Rok  | Počet cestujících |
| ---- | ----------------- |
| 2011 | 13,96 mil         |
| 2012 | 14,51 mil         |
| 2013 | 15,22 mil         |
| 2014 | 15,59 mil         |